# ドブドイ・バヤル
ドブドイ・バヤル （キリル文字：Довдойн Баяр、ラテン文字化：Bayar Dovdoi 、 1946年 - 2010年）は、モンゴルの考古学、歴史学の学者、ドイツ考古学研究所のメンバーと、ボクサーだった。

## 考古学
バヤルは、"東モンゴルの石の彫刻"をテーマに副博士（PhDに当たる）、 "モンゴル地域における人間彫像"をテーマに博士（ScDに当たる）の学位を取得。主な研究テーマは中世のモンゴルの考古学の記録、人間の彫像、記念碑。
彼の研究の主な成果は、長い間チュルク像として考えられてきたモンゴル東部に存在する石の彫刻に関して包括的な研究を行い、これらはVI-VIII世紀のチュルクではなく、XIII-XIV世紀のモンゴルに関連する彫刻であると強力な証拠を使用し、主張し、ユーラシア考古学研究の中で"モンゴルの石の彫刻"という新コンセプトを持ち出した。
ロシアの考古学者のPletnevaは、”彼の研究はまだ研究され概念として形成されていない歴史の部分を掘り下げて明らかにすることを目指している”と高く評価した。更に、彼は、全ての石の彫刻をチュルク期間に関連つける長期に存在したビューを破って、チュルク像とされてきた彫刻をXIII-XIV世紀のモンゴルに属すると合理的かつ明白的に証明したと述べた。
そして、彼の研究の結果として、XIII-XIV世紀のモンゴル人の服、アクセサリー、ヘアスタイル、外観などが明らかになり、美術、文学、舞台やスクリーンの作品に応用され始めている。

## ボクシング
バヤルは、1971年にイランのテヘランで開催されたアジアアマチュアボクシング選手権大会で銀メダルを獲得し、ボクシングのスポーツの国際競争からメダルをもたらした最初のモンゴル人の一人になった。